# Slavyanka (bjerg)
Slavyanka (bulgarsk: Славянка, " slavisk kvinde") eller Orvilos (græsk: Όρβηλος),  tidligere kendt som Alibotush (fra tyrkisk Alibotuş) og Kitka Planina (Китка планина), er et bjerg beliggende på grænsen mellem det sydvestlige Bulgarien og det nordligste Grækenland, beliggende syd for Pirin-bjergene og forbundet med det af Paril-sadlen. Den højeste top af Slavyanka er Gotsev Vrah på 2.212 moh., mens andre bemærkelsesværdige toppe omfatter Golyam Tsarev Vrah (2.186 moh.), Malak Tsarev Vrah (2.087 moh.), Shabran (2.196 moh.) og Salyuva Dzhamiya (2.027 moh.). Den bulgarske del af bjerget er en del af Ali Botush-reservatet.
Massivet er kuppelformet og har meget stejle kamme. Slavyanka har en udtalt karstkarakter og har således over 30 huler, der tiltrækker mange speleologer. Klimaet har en betydelig middelhavspåvirkning, hvor nedbøren er størst om efteråret og vinteren og på sit laveste om sommeren, og gennemsnitstemperaturerne er højere end i resten af landet i denne højde. Den gennemsnitlige årlige temperatur i den laveste del af bjerget er næsten 14°C og omkring 6 °C i den højeste del.
Slavyanka har en rig flora med mere end 1.700 karplanter, herunder 20 bulgarske endemiske arter og fem, der ikke findes andre steder i landet. Den lave del af bjerget er rig på europæisk sortfyr, mens slangebarkfyr vokser i højder over 1.800 moh., hvilket gør Slavyanka til stedet med den højeste koncentration af arten på Balkan. Faunaen er repræsenteret ikke kun af typiske arter for Bulgarien såsom hjorte, vildsvin, hare, ræv og grævling, men også af karakteristiske middelhavsdyr som sjakalen, den sjældne kattesnog (Telescopus fallax), flere arter af skildpadder og firben osv. Der er fundet 44 arter af landlevende snegle i den bulgarske del af Alibotush-bjergene.